# Olsen Brothers

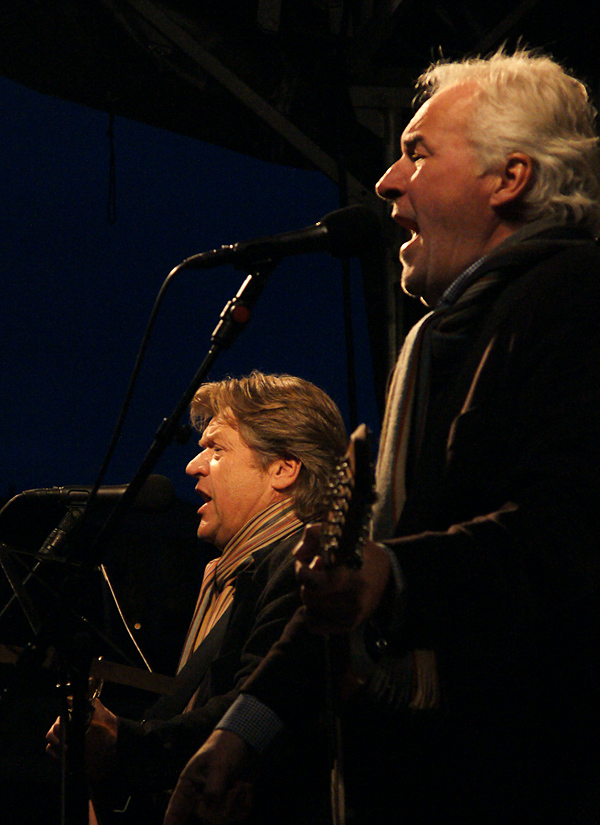
Olsen Brothers, 2009

«Olsen Brothers» (Brødrene Olsen) — данський попрок дует, який переміг на конкурсі Євробачення в 2000 році.
До складу дуету входять брати Юрген (дан. Jørgen, 15 березня 1950) і Нільс (дан. Niels, 13 квітня 1954) Ольсени. Свою першу групу «The Kids» вони організували в 1965 році. У тому ж році вони виступали на «розігріві» у групи «The Kinks» під час її концерту в Копенгагені. В 1967 році вийшов перший сингл дуету. В 1971 році брати участь в постановці мюзиклу «Волосся», з яким потім вирушили на гастролі в Норвегію та Швецію. В 1972 році вийшов перший альбом дуету, що виступав тепер під назвою «Olsen Brothers».
Після перемоги на щорічному національному фестивалі Dansk Melodi Grand Prix в 2000 році з піснею «Fly on the Wings of Love» дует здобув перше місце і на конкурсі Євробачення. При цьому, після перемоги тільки в Данії за один день було продано понад 100 тисяч копій даного синглу. У 2005 році брати посіли друге місце на фестивалі Dansk Melodi Grand Prix з піснею «Little Yellow Radio».
На конкурсі Congratulations, присвяченому 50-річному ювілею конкурсу пісні Євробачення, що пройшов в 2005 році, пісня «Fly on the Wings of Love» зайняла 6-е місце серед найкращих пісень Євробачення за всю його історію.

## Дискографія
- Olsen (1972)
- For What We Are (1973)
- For the Children of the World (1973)
- Back on the Tracks (1976)
- You're the One (1977)
- San Francisco (1978)
- Dans — Dans — Dans (1979)
- Rockstalgi (1987)
- Det Stille Ocean (1990)
- Greatest and Latest (1994)
- Angelina (1999)
- Fly on the Wings of Love (2000)
- Neon Madonna (2001)
- Walk Right Back (2001)
- Songs (2002)
- Weil Nur Die Liebe Zählt (2003)
- More Songs (2003)
- Our New Songs (2005)